# St. Peters (Misuri)
St. Peters es una ciudad ubicada en el condado de St. Charles en el estado estadounidense de Misuri. En el Censo de 2010 tenía una población de 52575 habitantes y una densidad poblacional de 907,56 personas por km².

## Geografía
St. Peters se encuentra ubicada en las coordenadas 38°47′1″N 90°36′18″O / 38.78361, -90.60500. Según la Oficina del Censo de los Estados Unidos, St. Peters tiene una superficie total de 57.93 km², de la cual 57.93 km² corresponden a tierra firme y (0%) 0 km² es agua.

## Demografía
Según el censo de 2010, había 52575 personas residiendo en St. Peters. La densidad de población era de 907,56 hab./km². De los 52575 habitantes, St. Peters estaba compuesto por el 91.67% blancos, el 3.69% eran afroamericanos, el 0.18% eran amerindios, el 1.85% eran asiáticos, el 0.06% eran isleños del Pacífico, el 0.78% eran de otras razas y el 1.77% pertenecían a dos o más razas. Del total de la población el 2.51% eran hispanos o latinos de cualquier raza.